# FK 판지시르
FK 판지시르는 콜코조보드를 연고로 하는 타지키스탄의 축구단이다. 현재는 타지키스탄 1부 리그에 참가하고 있다.